# Biguá-das-shetland
Corvo-marinho-antárctico, corvo-marinho-da-antártida ou biguá-das-shetland (nome científico: Leucocarbo bransfieldensis) é uma espécie de ave da família Phalacrocoracidae.
A espécie é residente nas Península Antártica e nas Ilhas Shetland do Sul.
Há apenas um registro duvidoso da espécie no Brasil, relacionado a uma anilha encontrada na Bahia.

## Descrição
O biguá-das-shetland tem cerca de 75–77 cm de altura, tem envergadura de 124 cm, e pesa 1,5-3,5 kg. Ao olhar para indivíduos dentro desta espécie, a característica mais marcante é a carúncula amarela verrucosa encontrada na testa. Além disso, o "olho" azul, que na verdade é a pele azul ao redor do olho, é uma característica distinta que se destaca. A cabeça, asas e parte externa das coxas são pretas, e as partes inferiores e central das costas são brancas. O branco também é encontrado nas barras das asas que revestem a asa superior. O bico é escuro variando de marrom a amarelo. Conforme o bico engancha, a mandíbula inferior torna-se mais leve. A espécie tem pés nus com membranas rosa e grandes garras pretas. As asas desta espécie são extremamente fortes e poderosas em voo com batidas de asas contínuas interrompidas por algum deslizamento. Estima-se que a velocidade de voo pode chegar a 50 km por hora.
As aves juvenis são mais opacos e marrons que os adultos. Eles geralmente não têm a carúncula verrucosa ou a mancha branca nas costas.
Os machos e as fêmeas são muito parecidos, mas podem ser distinguidos pelo tamanho. Os machos são maiores do que as fêmeas em tamanho de corpo, além de terem bicos maiores.
O shag antártico faz parte da ordem Suliformes e da família Phalacrocoracidae, que inclui todos os biguás. Ainda assim, existem algumas questões taxonômicas relacionadas às espécies. O biguá-das-shetland  é geralmente colocado no gênero Phalacrocorax ou Leucocarbo. Esta espécie é um dos biguás de olhos azuis, porém sua posição dentro do grupo é debatida. Alguns cientistas confundem o biguá-das-shetland com outras espécies, como o biguá imperial . No entanto, a Lista Mundial de Aves do COI e a Lista de Verificação de Clements consideram o biguá-das-shetland como sua própria espécie.

## Habitat e Distribuição
Atualmente, o biguá-das-shetland é encontrado na Península Antártica, nas Ilhas Shetland do Sul e na Ilha Elefante.
O biguá-das-shetland é descrito como uma espécie marinha que fica perto das costas das regiões costeiras e de algumas ilhas. Além disso, as colônias são geralmente encontradas perto de gelo compactado. Durante a época de reprodução, as colônias de reprodução são encontradas em penhascos, costões rochosos, afloramentos e, às vezes, até mesmo em costas planas ou ilhotas.
Esta espécie é sedentária e não migra. No entanto, um biguá-das-shetland  foi encontrado morto na Bahia, Brasil, em 2002; anteriormente havia sido anilhado nas ilhas Shetland do Sul. As colônias podem se mover por curtas distâncias para encontrar águas que não estão congeladas para se alimentar. Este movimento curto provavelmente ocorre durante os meses de inverno, quando o gelo começa a se espalhar e cobrir o oceano onde os pássaros se alimentam.

### Status da População
A população atual do biguá-das-shetland é estável, com uma estimativa de 20.000 indivíduos em todo o mundo. Atualmente, não há nenhuma ameaça particular que possa prejudicar a comunidade ou o tamanho da população.
É muito difícil estimar a população de espécies em áreas isoladas, como a Antártida. Ainda assim, estudos recentes usando Veículos Aéreos Não Tripulados (UAV) permitiram aos cientistas estimar as populações de shag da Antártica ao tirar imagens de colônias. Uma vez que esses dados são baseados em imagens, mas também pode ser aprendido sobre topografia, seleção de habitat e aninhamento. No futuro, isso pode permitir aos cientistas estimar com mais precisão o tamanho da população.
Em 2018, um estudo descobriu que 3,5% da população global de biguá-das-shetland  procria na Baía de Ryder. O estudo também prevê maiores proteções para a área.

## Comportamento

### Reprodução
Os biguás-das-shetland são monogâmicos e só acasalam com um parceiro a cada temporada de nidificação. Ainda assim, os parceiros podem mudar entre as temporadas. Os machos atraem parceiras reprodutores com uma exibição de saudação.
Normalmente, as colônias se reproduzem em penhascos rochosos baixos perto da água. Às vezes, colônias de reprodução são compartilhadas com outras aves como o Phalacrocorax magellanicus, o pinguim-saltador-da-rocha, e albatrozes-de-sobrancelha . Esta espécie geralmente forma colônias menores de 20-40 pares, mas colônias maiores de até 800 pares foram observadas.
Ambos os sexos constroem um ninho com penas, algas e detritos do oceano. Os materiais são então conectados aos excrementos, que são resíduos, como fezes e urina. Os casais que se acasalam, muitas vezes roubam material de nidificação de outros casais. A forma final do ninho se parece com um cone com a ponta cortada, semelhante a um vulcão. Os ninhos às vezes são reutilizados entre anos, pois muitos indivíduos retornam ao mesmo local de reprodução.
Os biguás-das-shetland põem seus ovos entre outubro e dezembro. A fêmea põe 2 ou 3 ovos em média; mas até 5 ovos foram observados. Ambos os pais ajudam a incubar os ovos por 28-31 dias. Os pintinhos eclodem sem uma penugem protetora, o que os torna vulneráveis às condições da Antártica. Devido a essa falta de proteção, os pais devem manter seus filhotes aquecidos nas primeiras semanas. Os filhotes nus são alimentados por seus pais por cerca de 3 semanas, com o parceiro masculino fornecendo a maior parte da comida. Após cerca de 3 semanas, os pintinhos começam a emplumar. Aos 4 anos, a prole terá atingido a maturidade sexual. O biguá-das-shetland tem uma expectativa de vida estimada de 15 a 20 anos na natureza.
O sucesso da reprodução pode ser diretamente afetado pela disponibilidade de alimentos e pelas condições de mergulho.

### Dieta
A maneira mais comum de estudar a dieta do cervo antártico é analisando seus pellets regurgitadas. Suas pelotas geralmente são compostas de ossos, pele e penas.
Os biguás-das-shetland geralmente se alimentam sozinhos ou em pequenos grupos. A maior parte da dieta do shag da Antártica é composta de peixes, mas também pode incluir crustáceos, polvos, caracóis, vermes, lesmas e outros invertebrados. A dieta dos peixes é composta principalmente por peixes das espécies Gobionotothen gibberifrons, Lepidonotothen nudifrons, Notothenia coriiceps e Harpagifer antarcticus. Normalmente, as fêmeas consomem mais invertebrados, enquanto os machos consomem mais peixes. Essa diferença na dieta é provavelmente devido à diferença no tamanho de cada gênero.

### Papel na rede alimentar
Os biguás-das-shetland raramente são presas de outras espécies. Há casos de predação documentados  incluindo focas-leopardo e skuas marrons matando biguás-das-shetland. No entanto, outras espécies de aves alimentam de seus ovos e filhotes.
Ao contrário de outras aves, o biguá-das-shetland consome peixes demersais. Na verdade, esta espécie pode atingir profundidades extremas ao mergulhar para se alimentar. Como os peixes demersais são encontrados no fundo do oceano, esses peixes se alimentam de outras espécies bentônicas. Assim, o biguás-das-shetland liga as zonas bentônica e pelágica da teia alimentar. Apesar de ligar essas duas áreas do oceano, biguá-das-shetland tem uma população limitada. Portanto, a quantidade de espécies demersais consumidas não afeta todo o ecossistema.

### Mergulho
Em média, o biguá-das-shetland mergulha 25 metros para se alimentar de peixes. Sua profundidade máxima de mergulho é de cerca de 60 metros. O número de mergulhos e a profundidade de cada mergulho estão relacionados às condições de forrageamento. Eles provavelmente ingerem peixes menores e invertebrados enquanto estão debaixo d'água. Em contraste, peixes maiores, de 15 cm ou mais, são trazidos para a terra para comer.
Os biguás-das-shetland não pode prever quanto tempo é necessário para mergulhar e capturar a presa. Uma vez submerso, o pássaro procura a presa e reage com base na situação. Se um peixe for encontrado, mas o shag não tiver oxigênio suficiente, ele voltará à superfície, respirará a maior quantidade de ar possível e mergulhará novamente para capturar a presa. Isso mostra que o biguá-das-shetland muda sua estratégia de mergulho com base na situação.
Muitos pássaros não podem voar com as penas molhadas e mergulhar na água pode fazer com que as penas se encharquem (totalmente saturadas). Freqüentemente, você vê pássaros aquáticos em pé com as asas abertas para secar as penas após o mergulho. Os biguás-das-shetland são únicos a esse respeito e, devido à sua densa plumagem interna, essa espécie não precisa se secar por meio do alastramento das asas, como outras espécies de aves mergulhadoras. Essas penas densas próximas à pele também evitam que as águas geladas atinjam a pele. Além disso, os pássaros que precisam abrir as asas para secar podem ter reduzido ainda mais sua temperatura corporal em um clima já extremamente rigoroso. Portanto, tanto a água fria quanto o ar frio podem ter influenciado o desenvolvimento desta espécie ao longo do tempo.

### Vocalização
Os diguás são conhecidos por serem quietos, mas freqüentemente vocalizam em criadouros ou quando vulneráveis. Quando ameaçado, o macho faz um grito "aaark" enquanto a fêmea faz um grito sibilante. Em contraste, durante a reprodução, os machos fazem uma chamada de "buzina".